# Alfa Romeo 4C
Alfa Romeo 4C (код кузова — 960) — компактний двомісний спорткар, початок виробництва якого почався в 2013 році італійською компанією Alfa Romeo.

## Опис

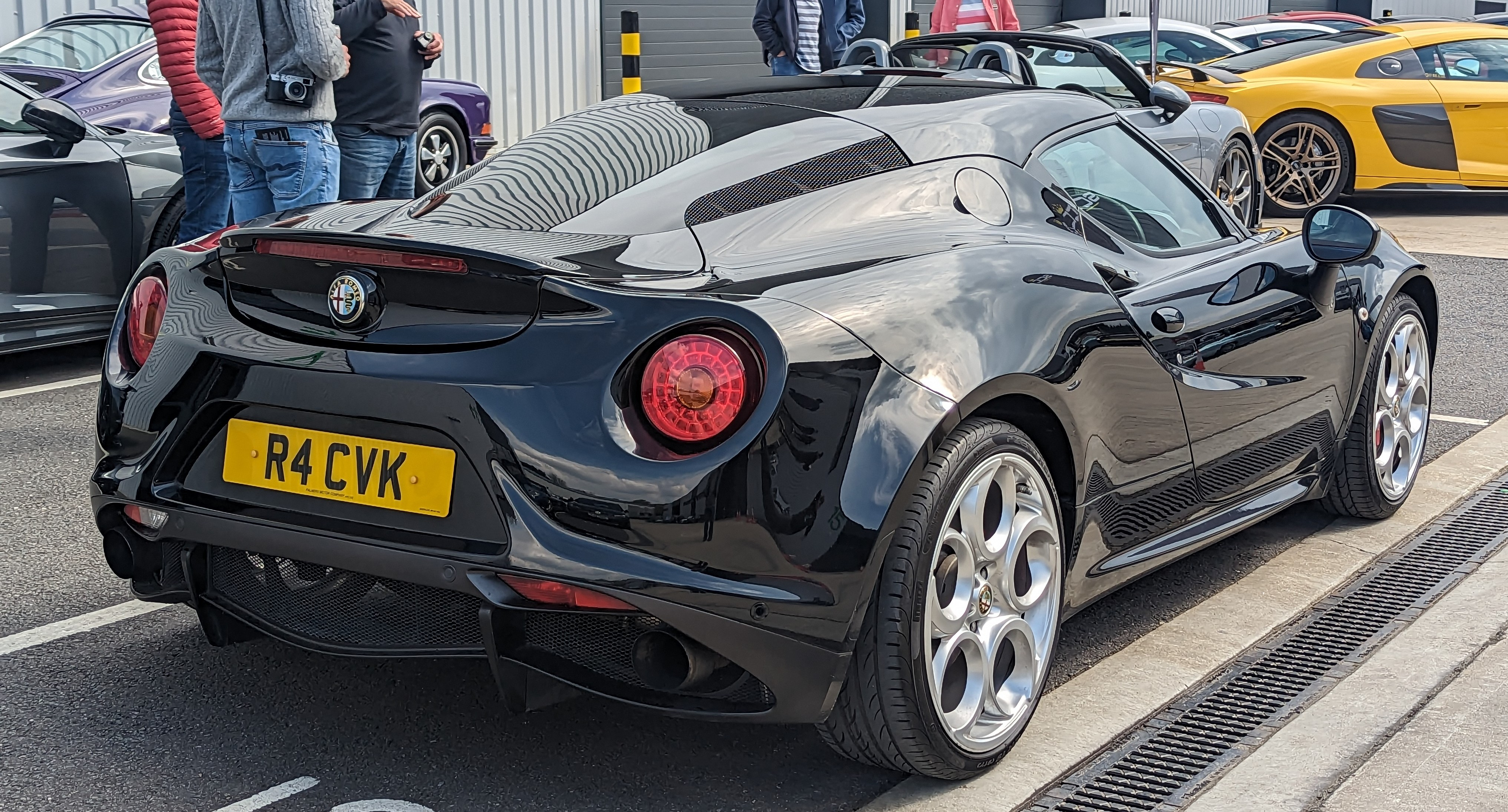
Alfa-Romeo 4C

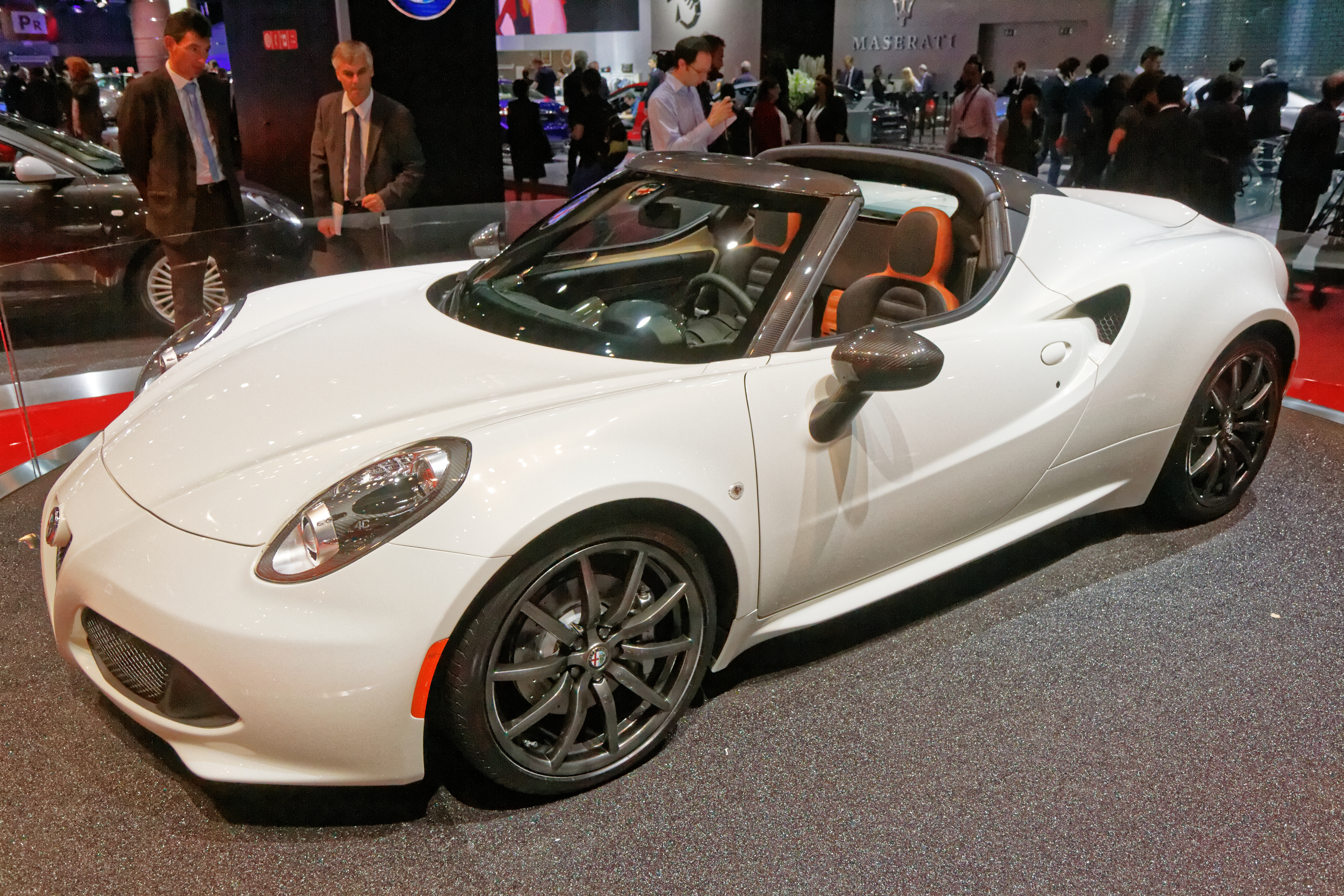
Alfa-Romeo 4C Spider

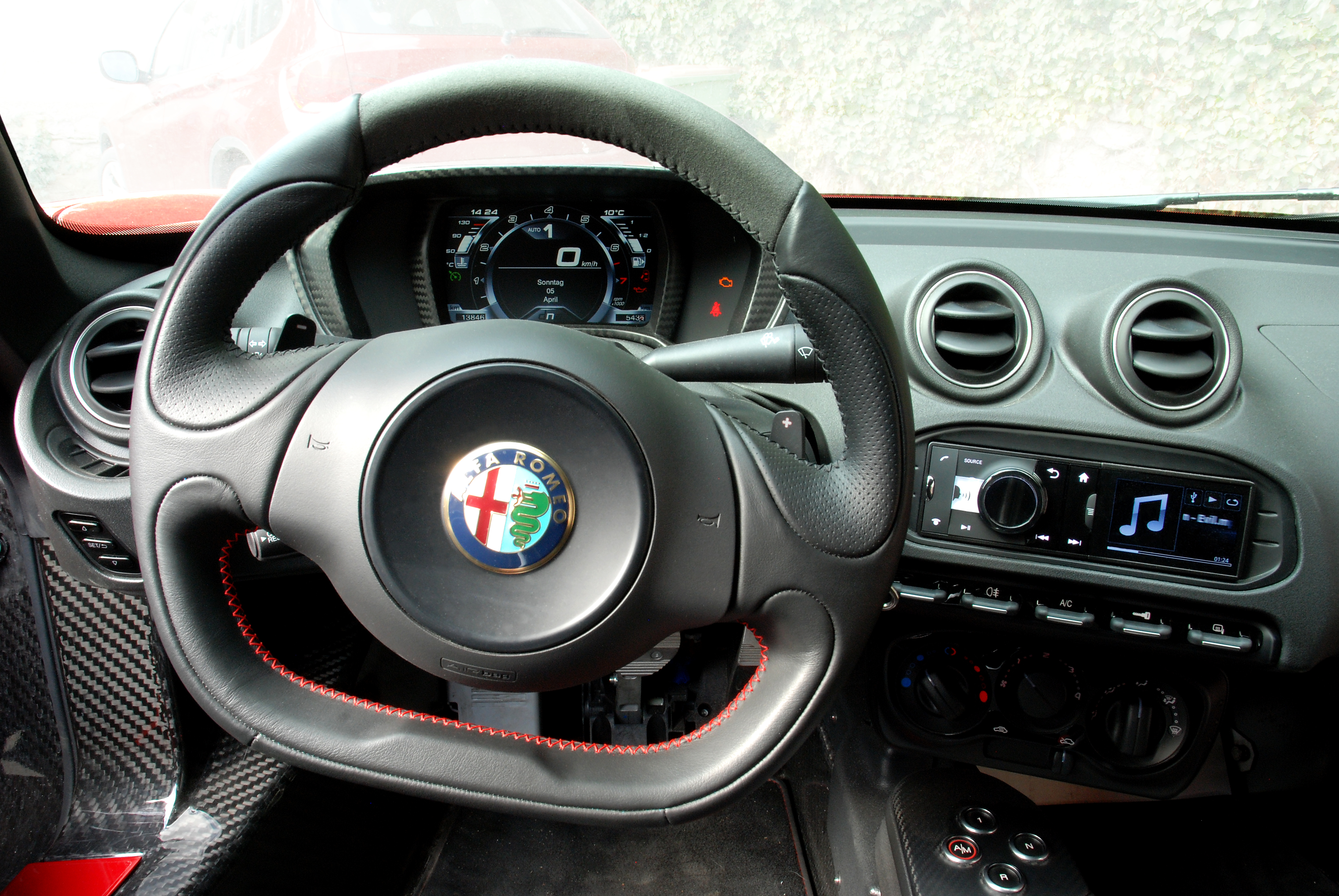

Прототип автомобіля був показаний на Женевському автосалоні 2011. У жовтні 2012 року стало відомо, що автомобіль піде в серію. Потім, в січні 2013, в інтернеті з'явилися шпигунські фотографії купе, в лютому компанія опублікувала фотографії серійного варіанта. На Женевському автосалоні 2013 була показана готова версія спорткара. Ціна на автомобіль в Європі орієнтовно буде починатися з 56 000 євро.
Назву автомобіль отримав за кількістю циліндрів в двигуні, як і Alfa Romeo 6C в першій половині минулого століття і Alfa Romeo 8C Competizione в кінці 2000-х.
Кузов автівки було зроблено з використанням легких матеріалів — алюмінію і вуглецевого волокна. Автомобіль оснащений заднім приводом, 6-ст. коробкою передач з подвійним щепленням і полегшеним алюмінієвим тубродвигуном об'ємом 1,7 літра потужністю 240 к.с. при 6000 об/хв, що розміщений в центральній частині автомобіля, зразу за пасажирами.

### Launch Edition
Версія Launch Edition дебютувала на Женевському автосалоні в 2013 році разом з простою 4C і випущена обмеженим тиражем в 1000 екземплярів: 400 машин продали у Європі, Африці і на Близькому Сході, 500 автомобілів потрапили на ринок Північної Америки і лише 100 купе поставили на увесь інший світ.

## Двигун
- 1.75 л 1750 TBi turbo I4 240 к.с. 350 Нм

## Технічні характеристики
Двигун компонується шестиступінчастою АКПП з подвійним зчепленням. Привід стандартно на задні колеса. Розгін до сотні відбувається за 4.5 секунди. Витрата пального перебуває на рівні 10.1 л/100км у міському, 5.1 л/100км у заміському та 6.9 л/100км у змішаному циклах